# 啟能綜合康復服務大樓
啟能綜合康復服務大樓（英語：Integrated Vocational Rehabilitation Services Centre），是香港一棟殘疾人士及精神康復人士支援大樓，位於香港九龍觀塘福塘道4號，原址為啟能庇護工場及宿舍，由社會福利署監察興建並擁有、並由4間社福機構浸信會愛羣社會服務處、基督教家庭服務中心、扶康會以及香港心理衞生會共同營運。大樓於2017年1月23日開工，2021年11月19日開幕，並由勞工及福利局局長羅致光、社會福利署署長梁松泰、助理署長（康復及醫務社會服務）葉巧瑜、觀塘區福利專員顧國麗以及各間社福機構代表主持。大樓樓高10層，將設有510個服務名額，包括300個康復住宿服務以及210個日間訓練服務。